# Louis Frédéric Sauvage

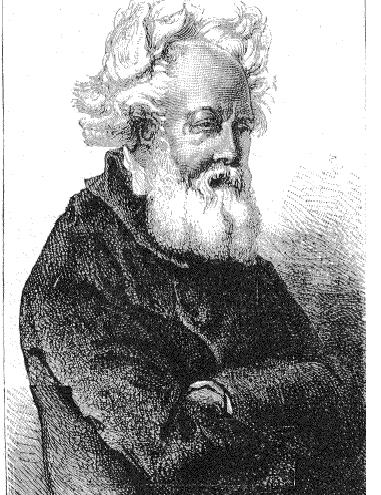
Louis Frédéric Sauvage

Louis Frédéric Sauvage, född 1786, död 1857, var en fransk uppfinnare och båtkonstruktör. Han patenterade en propeller.